# Hipòtesi de la Terra especial

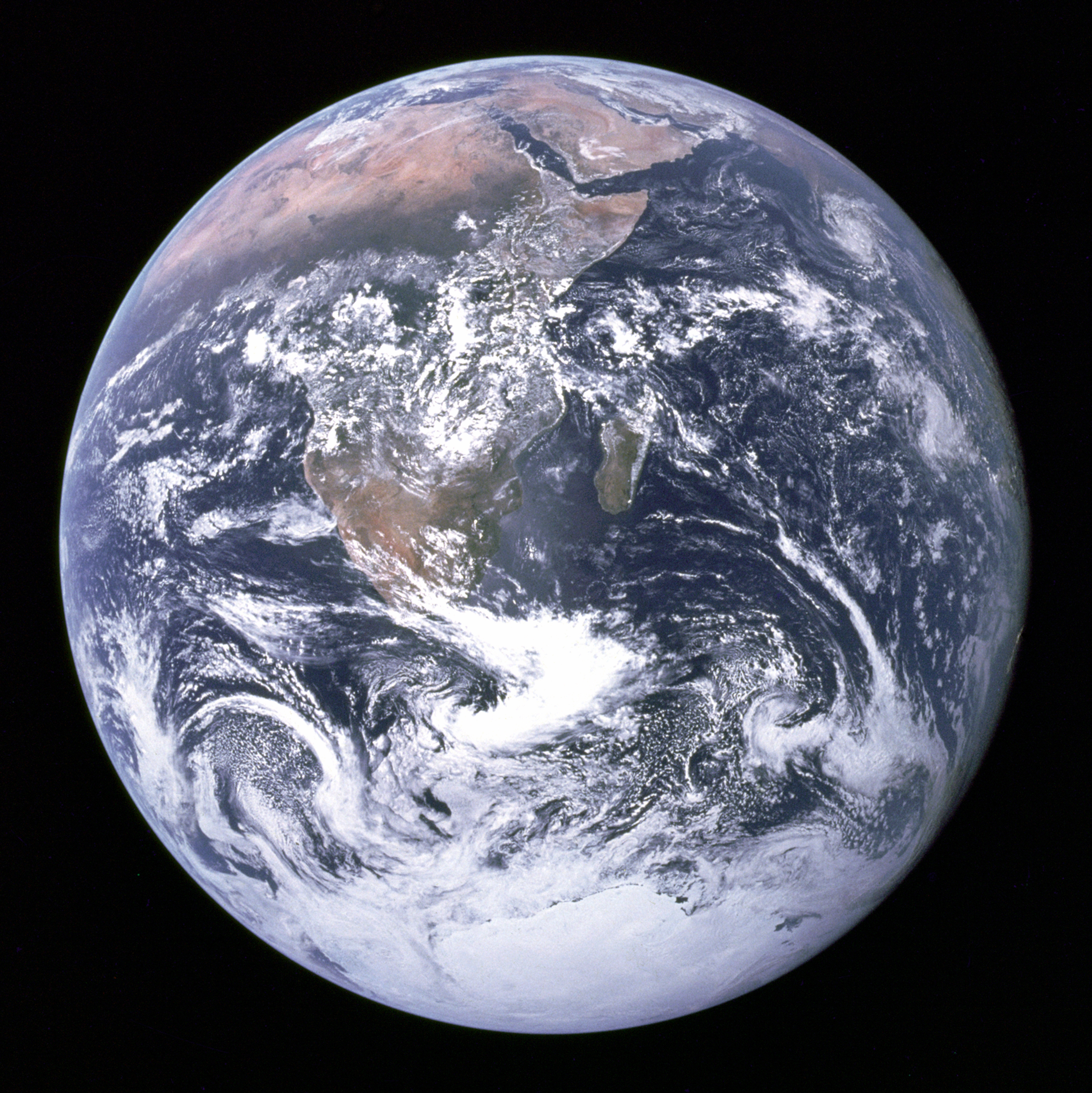
La hipòtesi de la Terra especial planteja que els planetes amb formes de vida avançades, com la Terra, serien extremadament rars

En els camps de l'astronomia i l'astrobiologia, la hipòtesi de la Terra especial planteja que el sorgiment de vida pluricel·lular a la Terra va requerir la coincidència d'una gran quantitat d'esdeveniments i circumstàncies astronòmiques i geològiques. La hipòtesi argumenta que la vida complexa extraterrestre és un fenomen improbable i extremadament rar. El terme utilitzat en anglès és "Rare Earth" i sorgeix del llibre de Peter Ward "Rare Earth: Why Complex Life Is Uncommon in the Universe" (2000).
En contraposició al principi de mediocritat (en línia amb el principi de Copèrnic), existeixen els que afirmen que la vida a la Terra no és un cas corrent, i que les condicions necessàries per a la seva aparició són tan úniques i particulars, que és possible que existeixin molt pocs, o fins i tot només un planeta amb vida en l'univers: la Terra.
Els defensors d'aquesta hipòtesi al·leguen que la vida a la Terra, i en particular la vida humana, sembla dependre d'una llarga i extremadament afortunada cadena d'esdeveniments i circumstàncies, que bé podrien ser irrepetibles fins i tot en l'escala còsmica.
Per exemple, s'esmenta habitualment que sense una Lluna tan gran com la que té la Terra, el planeta tendiria a presentar una precessió molt més important, canviant dràsticament d'inclinació en la seva rotació, i afectant així de manera caòtica al clima i, molt possiblement, impossibilitant la vida tal com la reconeixem.
S'esmenten també altres aparents casualitats afortunades, com el fet que el Sol estigui en un lloc de la Via Làctica relativament lliure de supernoves, en contraposició al centre galàctic, o que el Sol és de la grandària justa per donar energia suficient, i durar prou, com perquè la vida hagi aparegut.
Una altra positiva casualitat per a la vida a la Terra és l'existència d'un planeta de la grandària de Júpiter, com apunten els autors del llibre Rare Earth, en una òrbita estable, gairebé circular, i a la distància suficient de la Terra per atrapar nombrosos estels i asteroides que, d'una altra manera, acabarien impactant amb el planeta, arruïnant tota mena de vida incipient. Aquestes, entre moltes altres casualitats, separadament poden semblar trivials, però juntes converteixen a la Terra en un lloc còsmicament especial.
No obstant això des de finals del segle xx, i producte de nous descobriments, tals com l'existència de molècules orgàniques a l'espai, la presumpta existència d'un oceà d'aigua líquida a Europa, o el demostrat fet que els planetes extrasolars són relativament comuns, i que per tant alguns d'ells podrien presentar condicions factibles per a la vida, han fet que aquesta hipòtesi ja no sigui compartida per bona part de la comunitat científica.

## Requisits de la hipòtesi per a la vida complexa
Segons la hipòtesi de la Terra especial, el desenvolupament de la vida complexa requereix una sèrie de circumstàncies altament improbables. En primer lloc és necessari un planeta rocós que, a part d'estar dins d'uns paràmetres geològics i físics, ha de tenir unes localitzacions circumestel·lars i galàctiques determinades. La configuració de cossos astronòmics tampoc pot ser qualsevol dins del sistema planetari, requerint-ne una que sigui aproximada a la del Sistema Solar. Addicionalment, la vida complexa requereix esdeveniments que provoquin canvis evolutius importants, fins i tot extincions massives.

### Una atmosfera

Atmosfera terrestre

Un planeta terrestre ha de tenir la mida adequada, com la Terra i Venus, per retenir una atmosfera. A la Terra, una vegada que l'impacte gegant de Teia va aprimar l'l'atmosfera de la Terra, es van necessitar altres esdeveniments perquè l'atmosfera fos capaç de mantenir la vida. El gran bombardeig tardà va tornar a sembrar la Terra amb l'aigua perduda després de l'impacte de Teia. El desenvolupament d'una capa d'ozó va generar un escut protector contra la llum solar ultraviolada (UV). El nitrogen i el diòxid de carboni es necessiten en una proporció correcta perquè es formi vida. El llamp és necessari per a la fixació de nitrogen. El diòxid de carboni gasós necessari per a la vida prové de fonts com els volcans i els guèisers. El diòxid de carboni es necessita preferentment a nivells relativament baixos (actualment a aproximadament 400 ppm a la Terra) perquè a nivells alts és verinós. La precipitació és necessària per tenir un cicle de l'aigua estable. Una atmosfera adequada ha de reduir la variació de temperatura diürna.